# Thysanina serica
Espèce
Thysanina serica est une espèce d'araignées aranéomorphes de la famille des Trachelidae.

## Distribution
Cette espèce se rencontre en Namibie et en Afrique du Sud.

## Description
Les mâles mesurent de 3,5 à 5,2 mm et les femelles de 5,1 à 5,4 mm.

## Publication originale
- Simon, 1910 : Arachnoidea. Araneae (II). Zoologische und anthropologische Ergebnisse einer Forschungsreise im Westlichen und zentralen Südafrika. Denkschriften der Medicinisch-naturwissenschaftlichen Gesellschaft zu Jena, vol. 16, p. 175-218 (texte intégral).